# Сардинско коприварче
Сардинско коприварче (Sylvia sarda) е вид птица от семейство Коприварчеви (Sylviidae).

## Разпространение
Видът е разпространен в Алжир, Гърция, Италия, Испания, Либия, Тунис и Франция.